# Landkreis Bautzen

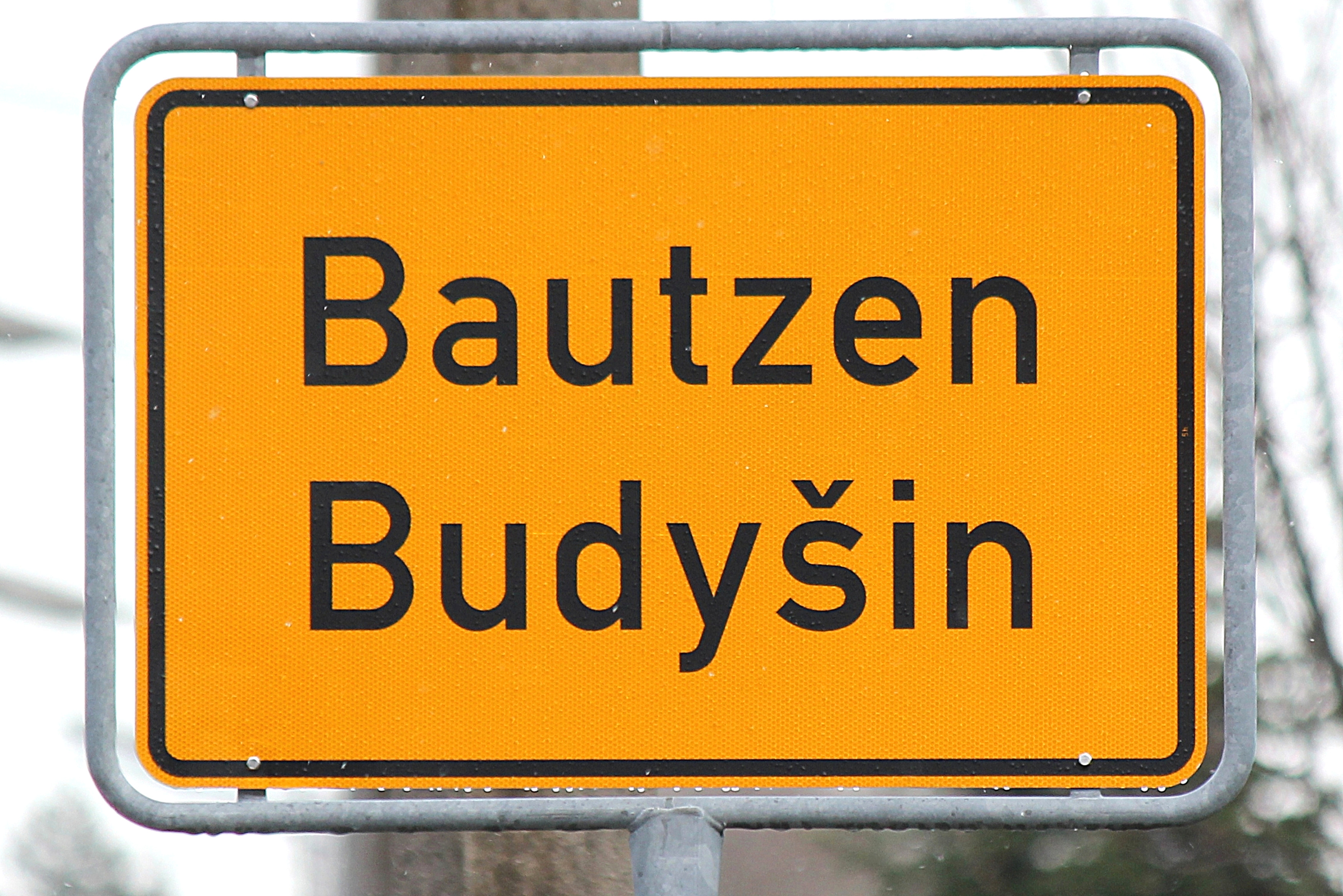

Landkreis Bautzen (Sorbisch Wokrjes Budyšin) is een Landkreis in de deelstaat Saksen. 
Deze is door de herindeling van Saksen in 2008 ontstaan uit de voormalige Landkreisen Bautzen en Kamenz en de voormalige kreisfreie stad Hoyerswerda. De nieuwe Landkreis Bautzen heeft 298.010 inwoners (31 december 2020) op een oppervlakte van 2.390,65 km². De hoofdplaats is Bautzen aan de Spree in de Oberlausitz.
Bautzen is qua oppervlakte de grootste Landkreis van Saksen met Bautzen, Bischofswerda, Kamenz en Hoyerswerda als grote steden.
Arnsdorf ·
Bautzen ·
Bernsdorf ·
Bischofswerda ·
Burkau ·
Crostwitz ·
Cunewalde ·
Demitz-Thumitz ·
Doberschau-Gaußig ·
Elsterheide ·
Elstra ·
Frankenthal ·
Göda ·
Großdubrau ·
Großharthau ·
Großnaundorf ·
Großröhrsdorf ·
Großpostwitz ·
Haselbachtal ·
Hochkirch ·
Hoyerswerda ·
Kamenz ·
Königsbrück ·
Königswartha ·
Kubschütz ·
Lauta ·
Laußnitz ·
Lichtenberg ·
Lohsa ·
Malschwitz ·
Nebelschütz ·
Neschwitz ·
Neukirch ·
Neukirch/Lausitz ·
Obergurig ·
Ohorn ·
Ottendorf-Okrilla ·
Oßling ·
Panschwitz-Kuckau ·
Pulsnitz ·
Puschwitz ·
Räckelwitz ·
Radeberg ·
Radibor ·
Ralbitz-Rosenthal ·
Rammenau ·
Schirgiswalde-Kirschau ·
Schmölln-Putzkau ·
Schwepnitz ·
Schönteichen ·
Sohland an der Spree ·
Spreetal ·
Steina ·
Steinigtwolmsdorf ·
Wachau ·
Weißenberg ·
Wiednitz ·
Wilthen ·
Wittichenau